# Chris Ferguson
Chris Ferguson (Los Angeles, 11 april 1963) is een professionele pokerspeler uit de Verenigde Staten. In 2000 werd hij (officieus) wereldkampioen door het Main Event van de World Series of Poker (WSOP) 2000 te winnen. Op de World Series of Poker 2003 won hij als elfde speler in de geschiedenis voor de vijfde keer een WSOP-titel. Ferguson won in 2008 ook het NBC National Heads-Up Poker Championship.
Ferguson verdiende tot en met de World Series of Poker 2017 meer dan $8.900.000,- in pokertoernooien (cashgames niet meegerekend). Hij luistert naar de bijnaam Jesus, die hij dankt aan zijn voorkomen met zijn baard en lange haar.

## World Series of Poker
De World Series of Poker 1995 waren de eerste waarop Ferguson zich in het prijzengeld speelde. Dat was het begin van een reeks die op de World Series of Poker 2009 leidde tot zijn zestigste WSOP-prijs. Hij behoort met de serie WSOP-titels die hij in die tijd won tot een select groepje spelers. Ferguson was er verschillende keren dicht bij om dat aantal nog groter te maken. Zo werd hij tweede in:
- het $3.000 Pot Limit Hold'em-toernooi van de World Series of Poker 2002 (achter Fred Berger)
- het $3.000 Pot Limit Hold'em-toernooi van de World Series of Poker 2003 (achter Charles Keith Lehr)
- het $5.000 No-Limit Deuce to Seven Draw-toernooi van de World Series of Poker 2004 (achter Barry Greenstein)
- het $2.000 Pot Limit Omaha-toernooi van de World Series of Poker 2005 (achter Josh Arieh)
- het $5.000 World Championship Seven Card Stud Hi/Lo van de World Series of Poker 2008 (achter Sebastian Ruthenberg)

Daarnaast eindigde Ferguson in 2008 een keerde als nummer drie en werd hij in op de World Series of Poker Europe van 2007 voor de zesde keer vierde in een WSOP-toernooi.

## World Poker Tour
Het $5.000 No Limit Hold'em Main Event van Legends of Poker in Los Angeles was in september 2003 het eerste open toernooi van de World Poker Tour (WPT) waarop Ferguson zich in het prijzengeld speelde. Dat lukte hem in oktober 2009 in het $15.000 No Limit Hold'em - Championship Event van Festa al Lago in Las Vegas voor de tiende keer. Acht maanden daarvoor bereikte Ferguson in het $9.900 Main Event - No Limit Hold'em van de L.A. Poker Classic 2009 zijn eerste WPT-finaletafel. Hij eindigde dat toernooi als nummer zes, goed voor $240.538,- aan prijzengeld.

## Trivia
- Ferguson is te zien in seizoen drie van het televisieprogramma High Stakes Poker.

## World Series of Poker bracelets
| Jaar        | Toernooi                                           | Prijs      |
| ----------- | -------------------------------------------------- | ---------- |
| 2000        | $2.500 Seven Card Stud                             | $151.000   |
| 2000        | $10.000 No Limit Texas Hold 'em World Championship | $1.500.000 |
| 2001        | $1.500 Omaha Hi-Lo Split Eight or Better           | $164.735   |
| 2003        | $2.000 Omaha Hi-Lo Split Eight or Better           | $123.680   |
| 2003        | $2.000 1/2 Limit Hold'em - 1/2 Seven Card Stud     | $66.220    |
| Europe 2017 | €1.650 Pot Limit Omaha Hi-Lo 8 or Better           | €39.289    |